# Likosaari (ö i Mellersta Finland, Jyväskylä, lat 62,40, long 26,40)
Likosaari är en ö i Finland. Den ligger i sjön Kuuhankavesi och i kommunen Hankasalmi i den ekonomiska regionen  Jyväskylä ekonomiska region  och landskapet Mellersta Finland, i den centrala delen av landet, 260 km norr om huvudstaden Helsingfors. Öns area är 1,6 hektar och dess största längd är 190 meter i nord-sydlig riktning.